# Сита (приток Педедзе)
Си́та (устар. Сытта; латыш. Sita) — река в Латвии, течёт по территории Алуксненского, Балвского и Гулбенского краёв. Левый приток нижнего течения Педедзе.
Длина — 41 км (по другим данным — 35 км). Начинается на высоте около 130 м над уровнем моря возле южной окраины болота Сигулдас. Течёт по Атзельскому поднятию Восточно-Латвийской низменности, преимущественно на юго-запад. Устье Ситы находится на высоте 97 м над уровнем моря, в 50 км по левому берегу Педедзе, на юге Литенской волости. Уклон — 0,8 м/км, падение — 34 м. Площадь водосборного бассейна — 175,4 км² (по другим данным — 186 км²). Объём годового стока — 0,042 км³.
Основные притоки: Апкартупе (правый), Дзирла (левый), Дворупе (левый).